# Nemesia transalpina
Espèce
Synonymes
- Leptopelma transalpina Doleschall, 1871

Nemesia transalpina est une espèce d'araignées mygalomorphes de la famille des Nemesiidae.

## Distribution
Cette espèce est endémique d'Italie.

## Systématique et taxinomie
Cette espèce a été décrite sous le protonyme Leptopelma transalpina par Ausserer en 1871. Elle est placée dans le genre Nemesia par Raven en 1990.

## Publication originale
- Ausserer, 1871 : Beiträge zur Kenntniss der Arachniden-Familie der Territelariae Thorell (Mygalidae Autor). Verhandllungen der Kaiserlich-Kongiglichen Zoologish-Botanischen Gesellschaft in Wien, vol. 21, p. 117-224 (texte intégral).